# Lucia Rispler
Lucia Rispler (14 luglio 1988) è un'ex sciatrice alpina tedesca.

## Biografia
Specialista delle prove tecniche attiva dal novembre del 2014, in Coppa Europa la Rispler ha esordito il 16 febbraio 2015 a Davos in supergigante (66ª), ha ottenuto il miglior piazzamento il 17 dicembre 2016 a Plan de Corones in parallelo (17ª) e ha preso per l'ultima volta il via il 17 marzo 2017 a San Candido in slalom gigante, senza completare la prova; si è ritirata al termine di quella stessa stagione 2016-2017 e la sua ultima gara è stata lo slalom gigante dei Campionati tedeschi 2017, disputato il 24 marzo a Bischofswiesen e nel quale la Rispler ha vinto la medaglia d'argento. Non ha debuttato in Coppa del Mondo né preso parte a rassegne olimpiche o iridate.

## Palmarès

### Coppa Europa
- Miglior piazzamento in classifica generale: 137ª nel 2017

### Campionati tedeschi
- 1 medaglia:
  - 1 argento (slalom gigante nel 2017)